# Шуштра
Шуштра (рум. Șuștra) — село у повіті Тіміш в Румунії. Входить до складу комуни Тополовецу-Маре.
Село розташоване на відстані 384 км на північний захід від Бухареста, 27 км на схід від Тімішоари.

## Населення
За даними перепису населення 2002 року у селі проживали 478 осіб.
Національний склад населення села:
| Національність | Кількість осіб | Відсоток |
| -------------- | -------------- | -------- |
| румуни         | 422            | 88,3%    |
| цигани         | 36             | 7,5%     |
| серби          | 10             | 2,1%     |
| словаки        | 6              | 1,3%     |

Рідною мовою назвали:
| Мова      | Кількість осіб | Відсоток |
| --------- | -------------- | -------- |
| румунська | 426            | 89,1%    |
| циганська | 36             | 7,5%     |
| сербська  | 8              | 1,7%     |
| словацька | 6              | 1,3%     |